# C/2023 P1
C/2023 P1 (Nishimura)是一顆長周期彗星，由日本業餘天文學家西村榮男於2023年8月12日所發現，當時該彗星距離太陽約1.0天文單位。自2023年4月以來，這顆彗星與太陽的夾角一直小於50度。
羅伯特·韋克（Robert Weryk）在泛星計畫於2023年1月19日、24日和25日拍攝的照片中回溯發現該彗星的蹤跡，將觀測紀錄延長至七個月。根據觀測弧計算估計彗星公轉周期約為435年，軌道偏心率為0.997。彗星的軌道偏心率為0.993，半長軸與冥王星相當，而偏心率如果為0.978，半長軸則與土星相當。
發現時彗星位於黎明的天空中，並且正在靠近太陽。 彗星在九月初可能足夠明亮，人們可以用雙筒望遠鏡觀察。2023年9月12日，彗星將經過距離地球0.84 天文單位的位置，與太陽的角度只有15 度。2023年9月17日，彗星將到達距離太陽0.22個天文單位的近日點。
彗星將在9月中旬的傍晚天空中短暫出現。儘管彗星視星等可能達到+2等左右，但在太陽光照射下可能很難觀測。

## 物理性質
| 公轉軌道計算結果 |             |                |
| 離心率           | 半長軸 (AU) | 平均距離的位置 |
| 0.999982         | 12620       | 奧爾特雲       |
| 0.9967           | 67          | 鬩神星         |
| 0.994            | 37          | 冥王星         |
| 0.978            | 10          | 土星           |
| 0.95272          | 4.5         | 木星           |

## 流星雨
C/2023 P1（西村）彗星可能與11月22日至1月18日活躍的長蛇座σ流星雨有關（11月30日左右達到高峰）。彗星和流星的軌道非常相似，近日點與彗星的偏移非常小。如果C/2023 P1不是流星雨母體，就是一顆與其密切相關的彗星。